# NK Faraon Trpanj
NK Faraon je nogometni klub iz Trpnja na poluotoku Pelješcu. Osnovan je 1919. i najstariji je nogometni klub na tom hrvatskom poluotoku. Trenutačno se natječe u 2. ŽNL Dubrovačko-neretvanskoj.

## Povijest

### Početak
Prva nogometna lopta dospjela je u Trpanj neposredno nakon prvog svjetskog rata 1919. Prvi koji su na trpanjskoj obali počeli igrati nogomet bili su: Mato Belin – Marin, Jozo Grbić, Cvito Mirković, Ante Glavina, Jako Milinović – Ramo, Ante, Nikica i Nikola Miljak i Maro Viličić. Pravila nogometne igre je donio gimnazijalac Donko Ferri – Manjarin i dao ih Ivu Ganzelji da ih nauči. Trpanjca Anta Cibilića rat je zatekao u Aleksandriji, pa je dospio u englesko zatočeništvo. U logoru je Cibilić od Engleza naučio igrati nogomet pa je njegovim povratkom u Trpanj “Faraon” dobio pravu stručnu osobu, igrača, trenera i suca. Novu igru mladi su oduševljeno prihvatili, a mjesni liječnik dr Frano Lisicky, Čeh, u tome je pružao punu podršku.

### Naziv
U vrijeme narodne borbe s talijanašima, Trpanjci su se pročuli nakon rezolucije svojih trgovaca od 15. kolovoza 1893. godine, kojom daju na znanje vodećim tvrtkama Trsta i Zadra da ubuduće u trgovačkoj korespodenciji neće priznavati talijanski već samo hrvatski jezik. Ozlojođeni talijanaši u glasilu Il Dalmata pogrdno su ih nazvali Faraunima (tiranima, ciganima), a u posebnoj brošuri La Faraoneide tiskali su satiričnu pjesmu protiv Trpanjaca.
Danas ime Faraon, uz nogometni nosi i boćarski klub te hotel u Trpnju a žitelji ovog pelješkog mjesta oduvijek su bili ponosni na ovako stečen naziv i nije im smetalo kad su ih zvali faraonima.

### Osnutak
Za prvog predsjednika kluba izabran je Ante Porobilo, a prvi kapetan momčadi postao je Donko Ferri – Manjarin. Dužnost tajnika i blagajnika obavljao je Miho Mrčić – Mata. Društvene prostorije klub je imao u zgradi Mate Ivete. Klub je od općine dobio teren za izgradnju igrališta, ali taj teren nije bio dovoljan za normalne dimenzije pa je igralište bilo samo 47 metara dugo a 35 metara široko. Vrata su bila široka samo 5 metara, a igrale su ekipe od po 7 igrača. Povijesno značenje ovog igrališta je u tome što je Trpanjac Ante Pavlović, danas stručni savjetnik HNS-a, motiviran ovim malim terenom na kojem je u momčadi Faraona i sam igrao i upoznao mogućnosti koje taj prostor pruža, izradio pravila malog nogometa u Jugoslaviji 1958. godine, vodeći računa o novim urbanim mogućnostima skučenih prostora. Mali nogomet, koji se danas igra i u sportskim dvoranama, u svojoj organizacijskoj formi počet je na ovom trpanjskom igralištu. 

### Prve utakmice
Početkom ljeta 1921. Faraon odlazi na prvo gostovanje u Orebić, a organizator putovanja je bio gimnazijalac Vlado Iveta. Na put su krenuli pješke iz Trpnja do Orebića. Na ovom trosatnom pješačenju igrač Ivo Senko – Žinte, koji je bio najjači, nosio je pumpu za loptu koja je težila 11 kilograma.  Faraonova prva turneja bila je uspješna. Ni smokva koja je rasla na sredini orebićkog igralista nije im smetala. Na drugu turneju u Orebić momčad Faraona išla je u ribarskom brodu na vesla.
Prvu utakmicu odigranu u Trpnju između Faraona i Rata iz Kune Pelješke sudio je Ante Cibilić. Utakmica je završila pobjedom Faraona 4:1 a za Faraon su igrali: A. Vuković, A. Šoljak, A. Porobilo, F. Senko, F. Velat, J. Butirić i T. Vitalić.